# Мікро-

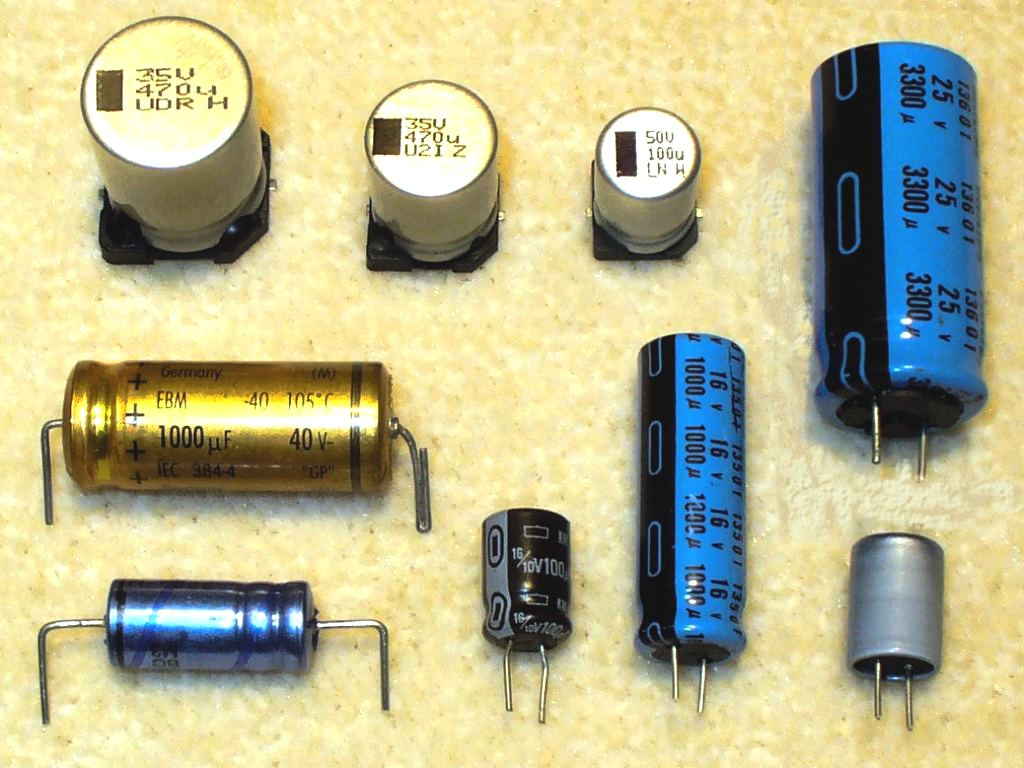
Конденсатори, на яких номінал позначено у мікрофарадах (μF, uF або просто μ)

Ця стаття про префікс SI. Інші можливі значення див. Мікро
мікро-, мк, μ ( μικρός — маленький — префікс системи SI, що позначає зменшення величини у мільйон раз (тобто складає одну мільйонну, 10−6).
Префікс затверджено 1960 року.
Позначається як мк або як значок мікро μ (грецька буква мю). Останній використовується у міжнародних текстах, при маркуванні радіоелектронних деталей, на шкалах вимірювальних приладів і так далі.
Щоб надрукувати цей символ у Windows-програмах потрібно, утримуючи клавішу Alt, набрати 0181 на цифровій клавіатурі.
Приклади:
- 1 мікроампер = 1 мкА = 10 −6 А
- 1 мікрофарад = 1 мкФ (або μФ) = 10 −6Ф